# Dolciano
Dolciano è una località del comune italiano di Chiusi, nella provincia di Siena, in Toscana.

## Geografia fisica
Il borgo si trova al confine tra la Toscana e l'Umbria, nella Val di Chiana, ed è situata a nord di Chiusi lungo la strada che conduce a Montallese. A settentrione la località è delimitata dal corso del torrente Gragnano (7 km), mentre poco a est si trovano le sponde sud-occidentali del lago di Chiusi.

## Storia
La località di Dolciano nacque come importante tenuta sin dall'epoca rinascimentale, ed è ricordata per la prima volta in un documento del 19 aprile 1444 dove è detto prendere il nome da un Angelo di Pietro, detto Dolciano, cittadino di Chiusi. Verso la fine del XVI secolo la fattoria di Dolciano fu acquistata da Francesco I de' Medici e successivamente passò nelle proprietà degli Asburgo-Lorena. Nel 1769 il granduca Pietro Leopoldo visitò Dolciano e nel 1777 dette inizio ai lavori per trasformare la tenuta nella residenza di caccia granducale. Nel 1787 venne istituita una parrocchia a Dolciano intitolata a San Leopoldo, come simbolo di ringraziamento al granduca («il cui nome è cotanto caro ai Toscani» scrive il Repetti).
Nel 1833 il borgo di Dolciano contava 300 abitanti.

## Monumenti e luoghi d'interesse

### Architetture civili
La villa di Dolciano, risalente all'epoca rinascimentale, fu proprietà dei granduchi di Toscana, la famiglia Medici prima e i Lorena poi. Ricostruita per volere di Pietro Leopoldo a partire dal 1777, fu ultimata nelle forme attuali dopo l'unità d'Italia. La villa possiede un pregevole giardino all'italiana ed è contorniata da un parco di lecci. Oltre alla chiesa, vi si trovano anche le vecchie scuderie granducali e le abitazioni dei contadini, gli stabilimenti ed altre case coloniche costruite nel tardo XVIII secolo.

### Siti archeologici
Presso Dolciano sono stati rinvenuti numerosi reperti archeologici che testimoniano una frequentazione del luogo da parte degli Etruschi. Nel 1818 era stata trovata a Dolciano una sepoltura con otto urne cinerarie recanti iscrizioni in etrusco, e successivamente una tomba a camera con oggetti di alabastro e bronzo. Nel 1895 quattro tegole funerarie anch'esse scritte e sempre negli stessi anni fu scavata anche una necropoli comprendente circa venti tombe a ziro, delle quali due conservavano ancora il corredo funebre. Al 1970 risale invece il ritrovento di un'ara con dedica a Deana.
Poco distante dal borgo, in direzione del lago di Chiusi, si trova il tumulo di Poggio Gaiella, una tomba con camera a pilastro, attribuita alla prima metà del V secolo a.C., tradizionalmente ritenuta il sepolcro del re Porsenna. 